# Ruth Eldar
Ruth Eldar, z domu Berlińska (ur. 1929 w Łodzi) – polskojęzyczna autorka prozy wspomnieniowej poświęconej łódzkiemu gettu, obecnie mieszkająca w Izraelu.

## Życiorys
Urodziła się w Łodzi w zasymilowanej rodzinie żydowskiej. Mieszkała wraz z rodziną przy ulicy 11 Listopada. Podczas II wojny światowej dom jej babci został włączony do łódzkiego getta, w którym pracowała w resorcie krawieckim. 24 sierpnia 1944 została wywieziona do niemieckiego obozu koncentracyjnego Auschwitz-Birkenau. Przeżyła jako jedyna z rodziny. Po zakończeniu wojny wróciła do Łodzi, gdzie ukończyła gimnazjum i pracowała w klubie Makkabi. W 1946 wyemigrowała do Francji i zamieszkała w Paryżu. W 1951 przeprowadziła się do Izraela. Zamieszkała w Kirjat Ono. Przez wiele lat pracowała jako projektantka mody.

## Twórczość
Ruth Eldar opublikowała napisany w języku polskim zbiór wierszy i opowiadań pt. Wstrząsnąć filarami Świątyni, w którym opisała ludzi, których znała i którzy odegrali w jej życiu ważną rolę. Autorka próbuje pokazać, że tragedia Holocaustu nie była bezimienna. W 2014 roku miała miejsce publikacja jej książki Ukryte Skarby w siedemdziecięciolecie likwidacji getta łódzkiego.